# Hvalsey kyrka
Hvalsey kyrka är en fornnordisk kyrkoruin som ligger i den södra delen av Grönland, 500 km sydost om huvudstaden Nuuk. Hvalsey ligger 23 meter över havet.
Hvalsey (Qaqortukulooq) är beläget inte långt från Qaqortoq, som är sydgrönlands största stad. Grunden till kyrkan lades troligtvis i början av 1300-talet, och låg i det som Erik Röde gav namnet Österbygden, en plats på Grönland där vikingarna etablerade sig omkring år 1000. Kyrkan är den bäst bevarade ruinen från tiden då nordborna bosatte sig på Grönland, och är mycket välbyggd, med bland annat runda fönster. Arkitekturen påminner mycket om andra norska kyrkor som byggdes vid samma tid. Andra kyrkor från samma period på Grönland har sedan länge förvittrats eftersom de ofta vara byggda i trä eller torv.  
Stenarna väger omkring 4-5 ton, vissa även mer. I viss mån har även murbruk används. Dock vet man inte ifall murbruk använts mellan stenarna eller endast på utsidan av väggarna. Murbruket är gjort på krossade snäckor, och därför ska kyrkan ha varit vit när det byggdes. Kyrkans mått är 16 x 8 meter och väggarna är ungefär 1,5 m tjocka. Gavlarna är 5 - 6 m höga, men var sannolikt ännu högre vid nybygge. Väggarna är i nuvarande skick 4 meter höga men efter århundrades av nötning har deras höjd minskat. Taket var troligtvis byggt av timmer och torv. Fundamentet kyrkan är byggd på är inte av samma kvalité som själva kyrkan. Torven som kyrkan är byggd på är endast i enstaka fall borttagen vilket lett till kyrkan med tiden sjunkit ojämnt och att väggarna inte står idag. Restaureringen har inte gått ut på att rekonstruera kyrkan, utan att säkerställa att kyrkan inte förfaller ännu mer. 
Grönland har under lång tid kämpat för att få in bland annat denna kyrka på Unescos lista över världens kultur- och naturarvsplatser (Världsarv) och 2003 togs kyrkan tillsammans med biskopsdömet Garðar och Brattalid upp på listan över världsarv i Danmark

## Galleri

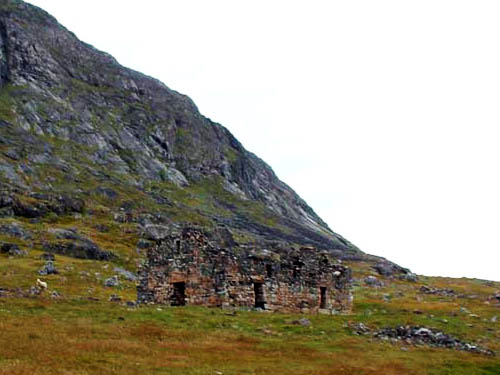
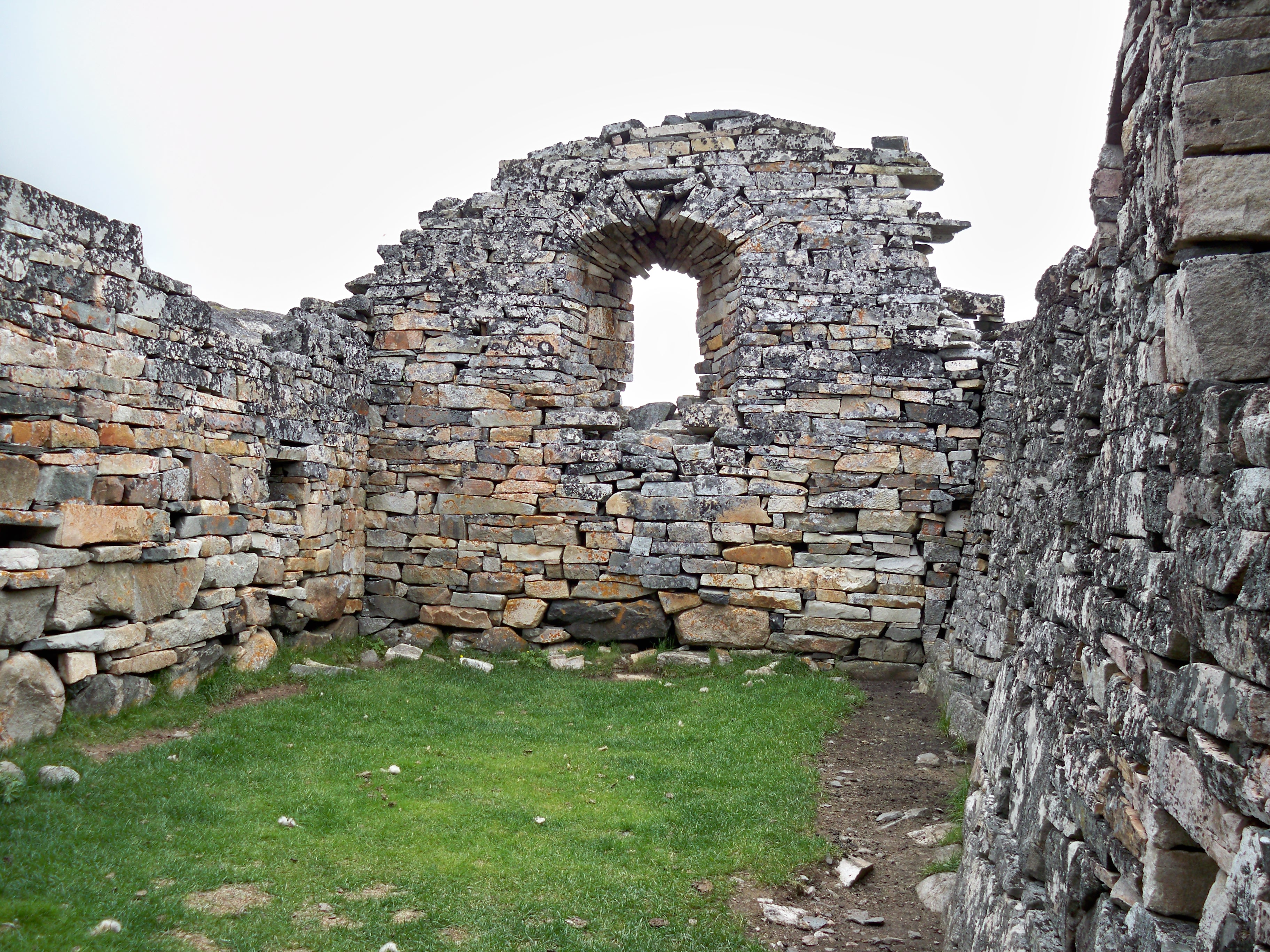
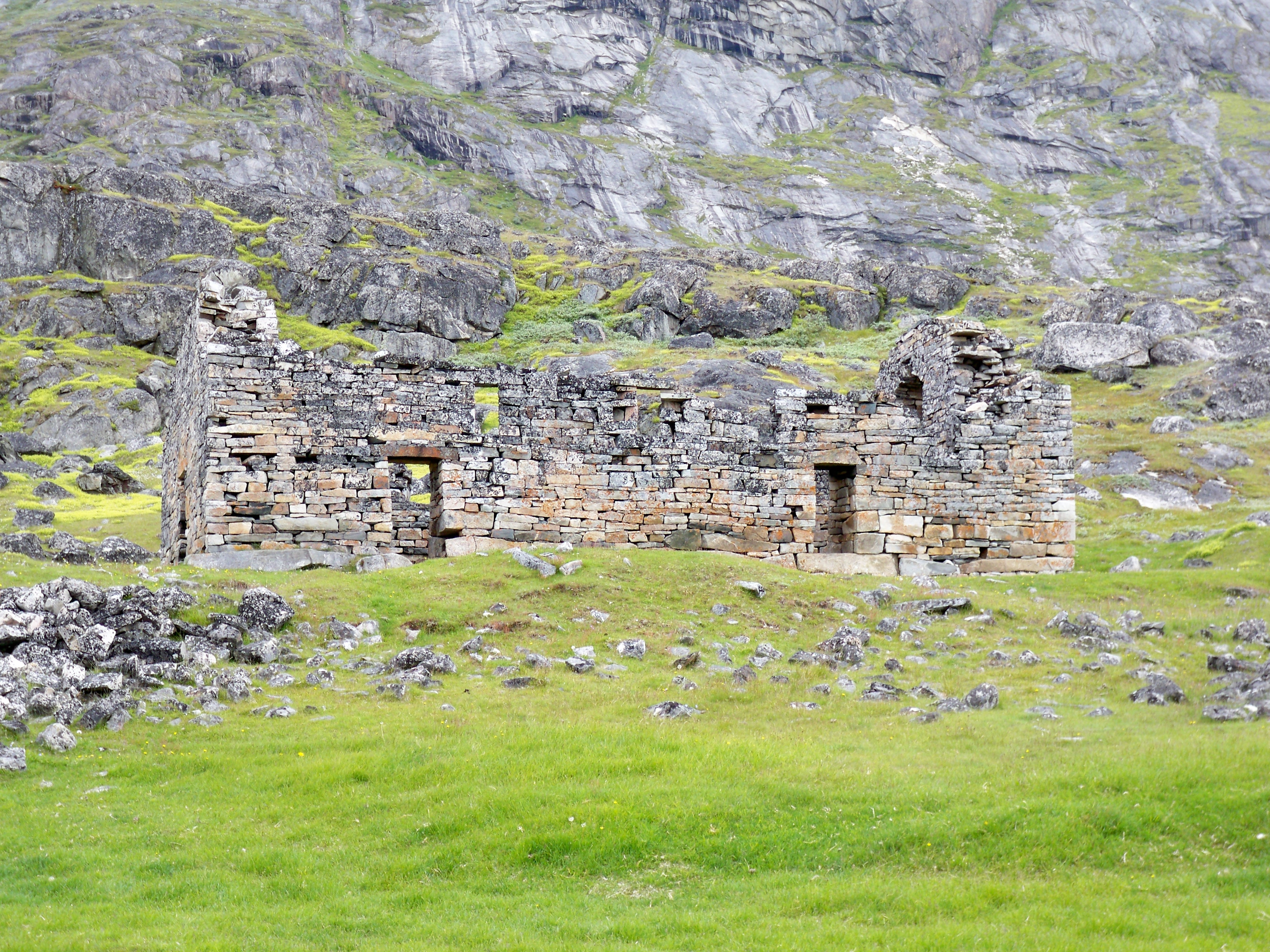
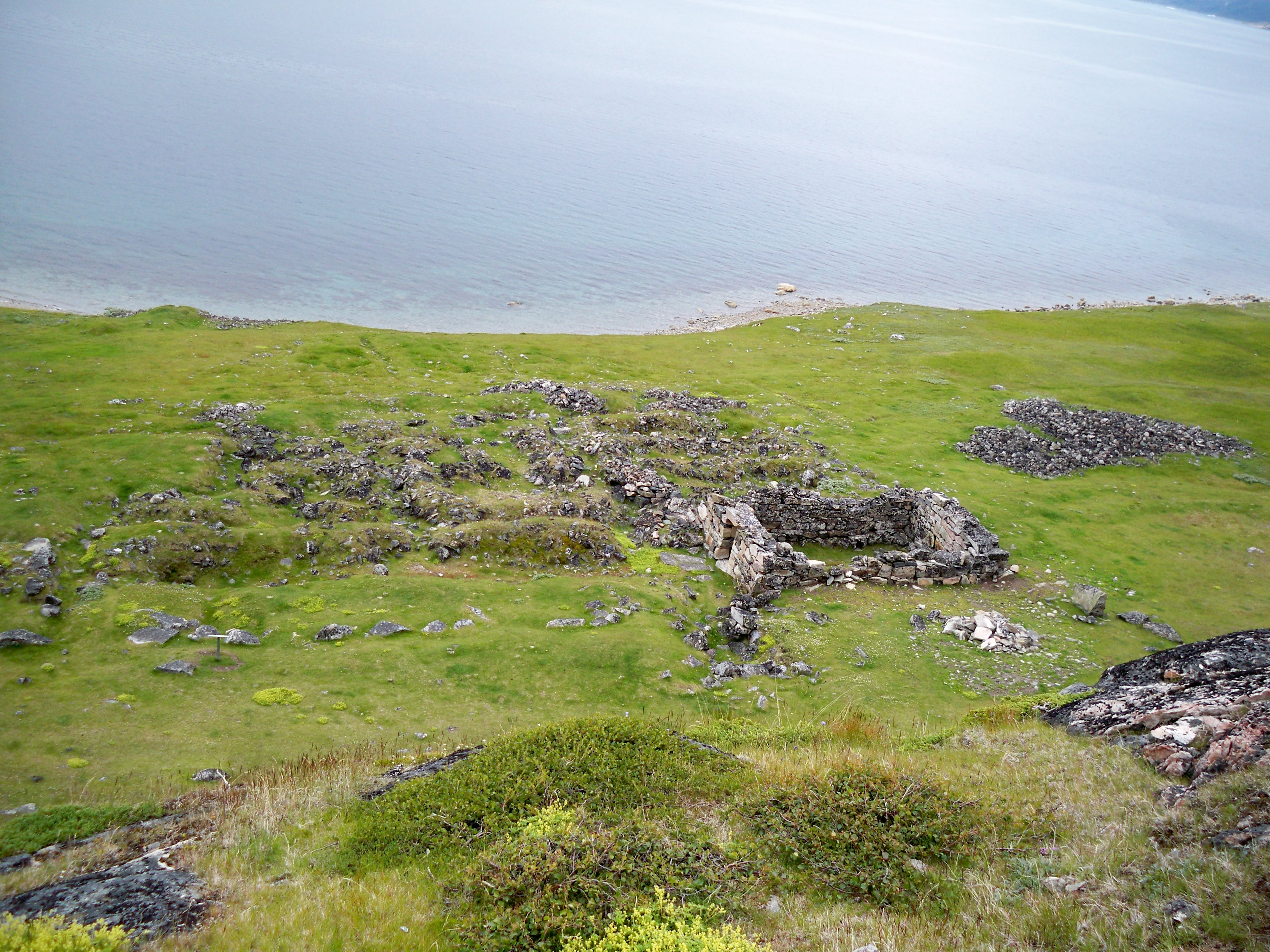
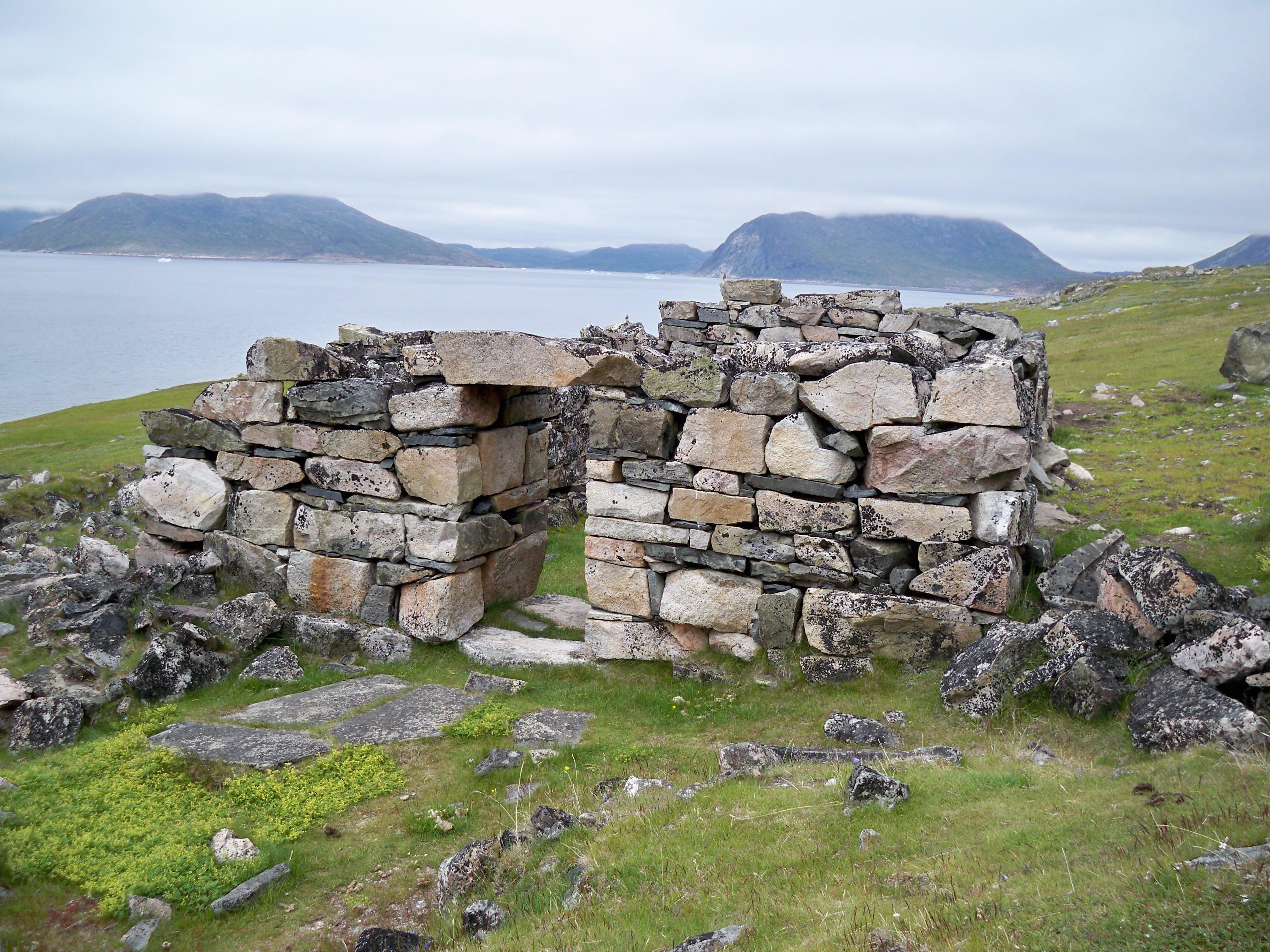
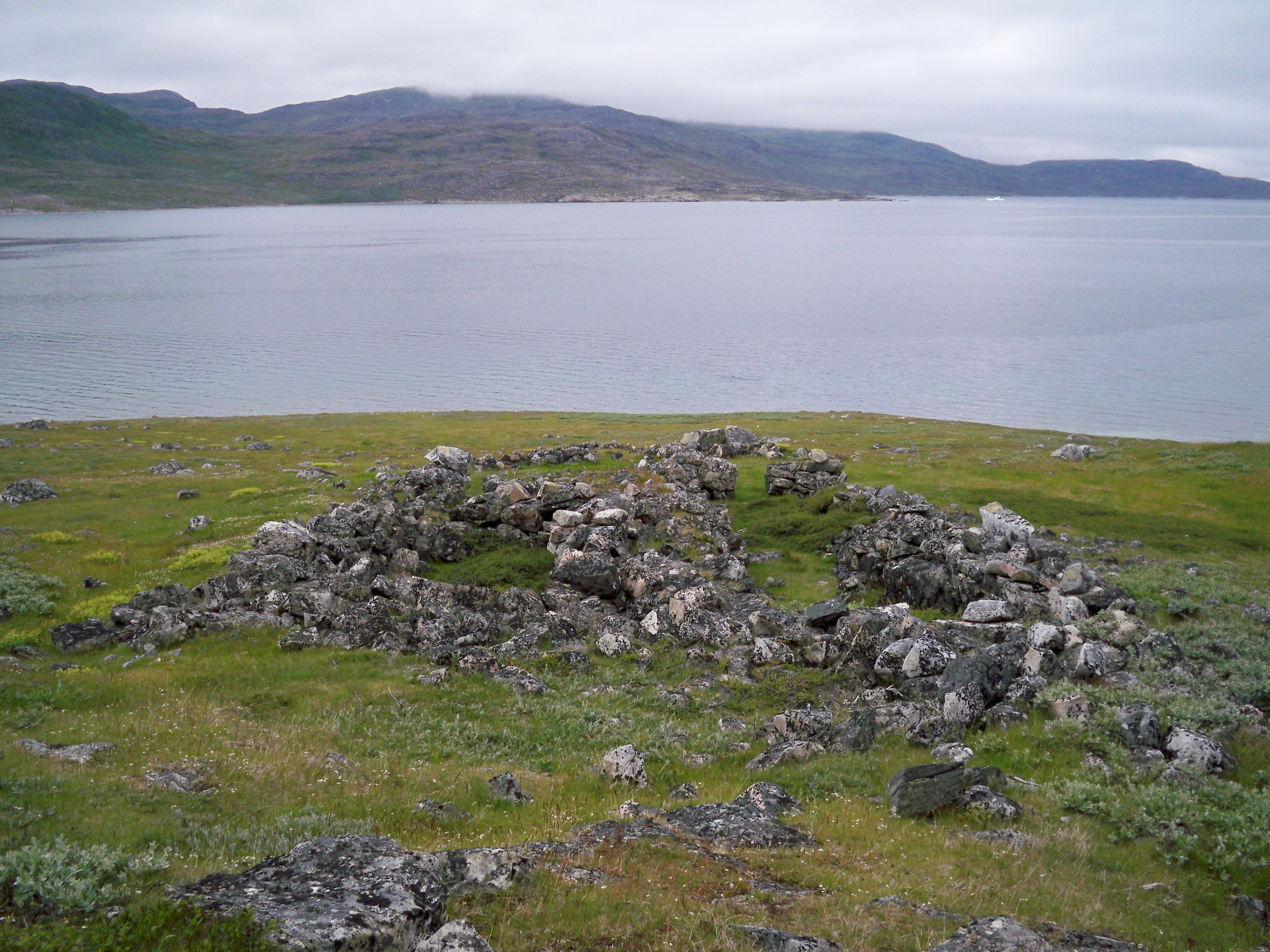
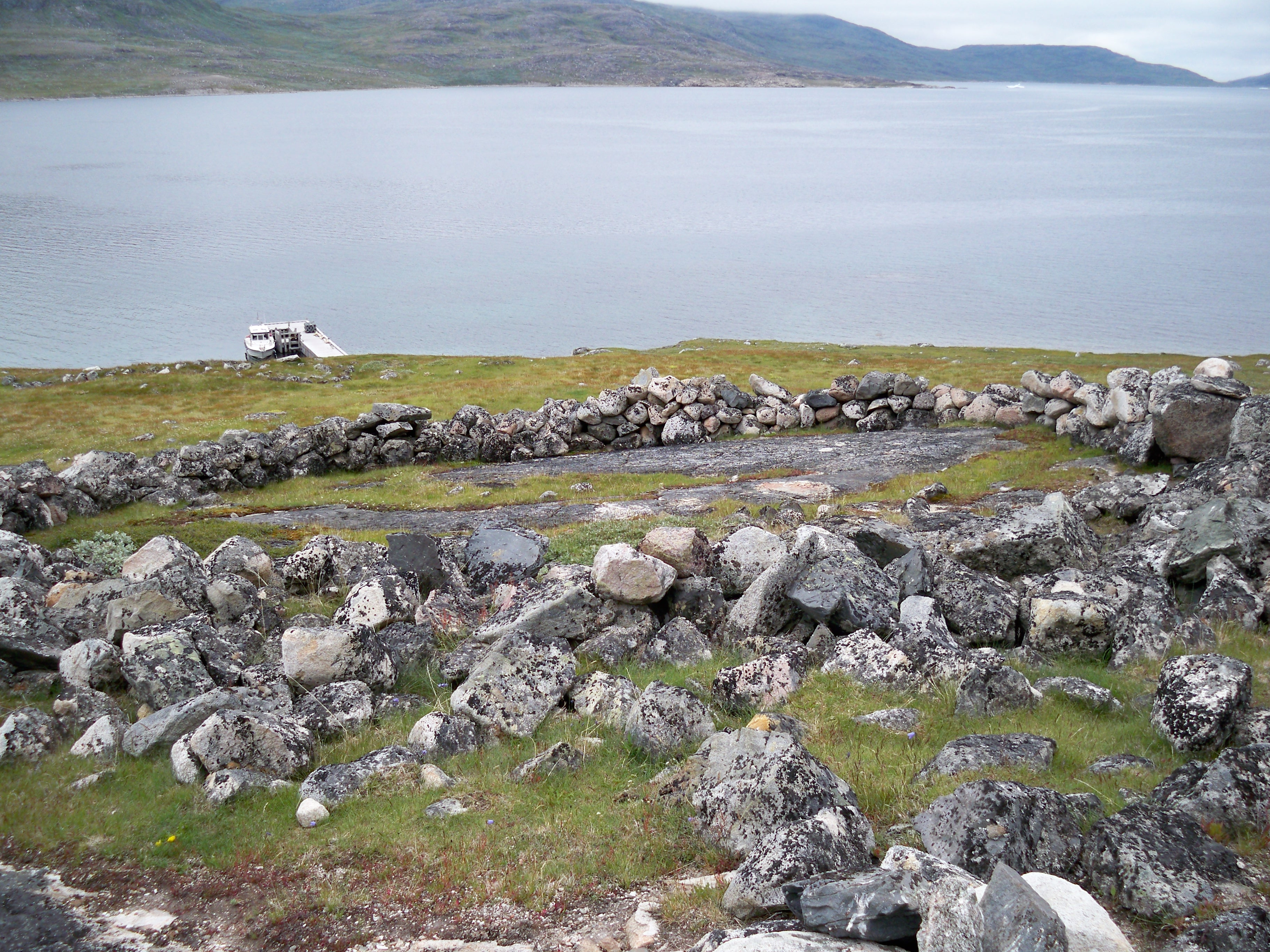